# Wybory w 2014
Wybory w 2014 – lista wyborów i referendów na szczeblu krajowym, które zaplanowane zostały na 2014 rok w suwerennych (de iure bądź de facto) państwach i ich terytoriach zależnych.

## Styczeń
| Data           | Państwo    | Wybory        | Zwycięzca   | Uwagi |
| -------------- | ---------- | ------------- | ----------- | ----- |
| 5 stycznia     | Bangladesz | parlamentarne | Liga Ludowa |       |
| 14–15 stycznia | Egipt      | referendum    | T           |       |

## Luty
| Data      | Państwo   | Wybory                     | Zwycięzca                                                            | Uwagi  |
| --------- | --------- | -------------------------- | -------------------------------------------------------------------- | ------ |
| 2 lutego  | Kostaryka | prezydenckie parlamentarne | Luis Guillermo Solís Johnny Araya Monge Partia Wyzwolenia Narodowego |        |
| 2 lutego  | Salwador  | prezydenckie               | Salvador Sánchez Cerén Norman Quijano                                | I tura |
| 2 lutego  | Tajlandia | parlamentarne              | Nieważne                                                             | [ 2 ]  |
| 20 lutego | Libia     | Zgromadzenie Konstytucyjne |                                                                      |        |

## Marzec
| Data     | Państwo         | Wybory        | Zwycięzca                           | Uwagi   |
| -------- | --------------- | ------------- | ----------------------------------- | ------- |
| 9 marca  | Korea Północna  | parlamentarne | Partia Pracy Korei                  | [ 3 ]   |
| 9 marca  | Salwador        | prezydenckie  | Salvador Sánchez Cerén              | II tura |
| 9 marca  | Kolumbia        | parlamentarne | Społeczna Partia Jedności Narodowej |         |
| 15 marca | Słowacja        | prezydenckie  | Robert Fico Andrej Kiska            | I tura  |
| 16 marca | Republika Krymu | referendum    | T                                   |         |
| 16 marca | Serbia          | parlamentarne | Serbska Partia Postępowa            |         |
| 22 marca | Malediwy        | parlamentarne | Progresywna Partia Malediwów        |         |
| 29 marca | Słowacja        | prezydenckie  | Andrej Kiska                        | II tura |

## Kwiecień
| Data                 | Państwo       | Wybory                     | Zwycięzca                                                                                           | Uwagi                          |
| -------------------- | ------------- | -------------------------- | --------------------------------------------------------------------------------------------------- | ------------------------------ |
| 1 kwietnia           | Malta         | prezydenckie               | Marie-Louise Coleiro Preca                                                                          | Pośrednie                      |
| 5 kwietnia           | Afganistan    | prezydenckie               | Abdullah Abdullah Aszraf Ghani                                                                      |                                |
| 6 kwietnia           | Węgry         | parlamentarne              | Fidesz                                                                                              |                                |
| 6 kwietnia           | Kostaryka     | prezydenckie               | Luis Guillermo Solís                                                                                | II tura                        |
| 7 kwietnia – 12 maja | Indie         | parlamentarne              | Indyjska Partia Ludowa                                                                              | [ 4 ]                          |
| 9 kwietnia           | Indonezja     | parlamentarne              | Indonezyjska Partia Demokratyczna - Walka                                                           |                                |
| 13 kwietnia          | Gwinea Bissau | prezydenckie parlamentarne | José Mário Vaz Nuno Gomes Nabiam Afrykańska Partia Niepodległości Gwinei i Wysp Zielonego Przylądka |                                |
| 13 kwietnia          | Macedonia     | prezydenckie               | Ǵorge Iwanow Stevo Pendarovski                                                                      | I tura                         |
| 17 kwietnia          | Algieria      | prezydenckie               | Abd al-Aziz Buteflika                                                                               |                                |
| 23 kwietnia          | Liban         | prezydenckie               | Samir Dżadża Hinri Hilu                                                                             | Pośrednie; I tura              |
| 27 kwietnia          | Macedonia     | prezydenckie parlamentarne | Ǵorge Iwanow                                                                                        | II tura                        |
| 30 kwietnia          | Irak          | parlamentarne              | Państwo Prawa                                                                                       |                                |
| 30 kwietnia          | Liban         | prezydenckie               | Nieważne                                                                                            | Pośrednie; II tura - przerwana |

## Maj
| Data       | Państwo                                               | Wybory                          | Zwycięzca                                                            | Uwagi                           |
| ---------- | ----------------------------------------------------- | ------------------------------- | -------------------------------------------------------------------- | ------------------------------- |
| 4 maja     | Panama                                                | prezydenckie parlamentarne      | Juan Carlos Varela Rodríguez José Domingo Arias Demokratyczna Zmiana |                                 |
| 7 maja     | Południowa Afryka                                     | parlamentarne                   | Afrykański Kongres Narodowy                                          |                                 |
| 7 maja     | Liban                                                 | prezydenckie                    | Nieważne                                                             | Pośrednie; III tura - przerwana |
| 11 maja    | Doniecka Republika Ludowa · Ługańska Republika Ludowa | referendum                      | Za                                                                   |                                 |
| 11 maja    | Litwa                                                 | prezydenckie                    | Dalia Grybauskaitė                                                   |                                 |
| 15 maja    | Liban                                                 | prezydenckie                    | Nieważne                                                             | Pośrednie; IV tura - przerwana  |
| 18 maja    | Gwinea Bissau                                         | prezydenckie                    | José Mário Vaz                                                       | II tura                         |
| 20 maja    | Malawi                                                | prezydenckie parlamentarne      | Peter Mutharika                                                      |                                 |
| 22 maja    | Liban                                                 | prezydenckie                    | Nieważne                                                             | Pośrednie; V tura               |
| 22–25 maja | Unia Europejska                                       | europarlamentarne               | Europejska Partia Ludowa                                             |                                 |
| 22 maja    | Holandia                                              | europarlamentarne               | Demokraci 66                                                         |                                 |
| 22 maja    | Wielka Brytania                                       | europarlamentarne               | Partia Niepodległości Zjednoczonego Królestwa                        |                                 |
| 23 maja    | Irlandia                                              | europarlamentarne               | Fine Gael                                                            |                                 |
| 23/24 maja | Czechy                                                | europarlamentarne               | ANO 2011                                                             |                                 |
| 24 maja    | Cypr                                                  | europarlamentarne               | Zgromadzenie Demokratyczne                                           |                                 |
| 24 maja    | Łotwa                                                 | europarlamentarne               | Jedność                                                              |                                 |
| 24 maja    | Malta                                                 | europarlamentarne               | Partia Pracy                                                         |                                 |
| 24 maja    | Słowacja                                              | europarlamentarne               | Kierunek – Socjalna Demokracja                                       |                                 |
| 24/25 maja | Francja                                               | europarlamentarne               | Front Narodowy                                                       |                                 |
| 24/25 maja | Włochy                                                | europarlamentarne               | S&D                                                                  |                                 |
| 25 maja    | Austria                                               | europarlamentarne               | Austriacka Partia Ludowa                                             |                                 |
| 25 maja    | Belgia                                                | europarlamentarne parlamentarne | Nowy Sojusz Flamandzki                                               |                                 |
| 25 maja    | Bułgaria                                              | europarlamentarne               | GERB                                                                 |                                 |
| 25 maja    | Chorwacja                                             | europarlamentarne               | Chorwacka Wspólnota Demokratyczna                                    |                                 |
| 25 maja    | Dania                                                 | europarlamentarne referendum    | Duńska Partia Ludowa · Za                                            |                                 |
| 25 maja    | Estonia                                               | europarlamentarne               | Estońska Partia Reform                                               |                                 |
| 25 maja    | Finlandia                                             | europarlamentarne               | Partia Koalicji Narodowej                                            |                                 |
| 25 maja    | Grecja                                                | europarlamentarne               | Syriza                                                               |                                 |
| 25 maja    | Hiszpania                                             | europarlamentarne               | Partia Ludowa                                                        |                                 |
| 25 maja    | Litwa                                                 | europarlamentarne               | Związek Ojczyzny                                                     |                                 |
| 25 maja    | Luksemburg                                            | europarlamentarne               | Chrześcijańsko-Społeczna Partia Ludowa                               |                                 |
| 25 maja    | Niemcy                                                | europarlamentarne               | CDU/CSU                                                              |                                 |
| 25 maja    | Polska                                                | europarlamentarne               | Platforma Obywatelska                                                |                                 |
| 25 maja    | Portugalia                                            | europarlamentarne               | Partia Socjalistyczna                                                |                                 |
| 25 maja    | Rumunia                                               | europarlamentarne               | Partia Socjaldemokratyczna                                           |                                 |
| 25 maja    | Słowenia                                              | europarlamentarne               | Słoweńska Partia Demokratyczna                                       |                                 |
| 25 maja    | Szwecja                                               | europarlamentarne               | Szwedzka Socjaldemokratyczna Partia Robotnicza                       |                                 |
| 25 maja    | Węgry                                                 | europarlamentarne               | Fidesz                                                               |                                 |
| 25 maja    | Ukraina                                               | prezydenckie                    | Petro Poroszenko                                                     |                                 |
| 25 maja    | Kolumbia                                              | prezydenckie                    | Óscar Iván Zuluaga Juan Manuel Santos                                |                                 |
| 26–28 maja | Egipt                                                 | prezydenckie                    | Abd al-Fattah as-Sisi                                                |                                 |

## Czerwiec
| Data       | Państwo           | Wybory        | Zwycięzca                   | Uwagi               |
| ---------- | ----------------- | ------------- | --------------------------- | ------------------- |
| 3 czerwca  | Syria             | prezydenckie  | Baszszar al-Asad            |                     |
| 8 czerwca  | Osetia Południowa | parlamentarne | Zjednoczona Osetia          |                     |
| 8 czerwca  | Kosowo            | parlamentarne | Demokratyczna Partia Kosowa |                     |
| 9 czerwca  | Liban             | prezydenckie  | Nieważne                    | Pośrednie; VI tura  |
| 10 czerwca | Izrael            | prezydenckie  | Re’uwen Riwlin              | Pośrednie           |
| 12 czerwca | Antigua i Barbuda | parlamentarne | Partia Pracy Antigui        |                     |
| 14 czerwca | Afganistan        | prezydenckie  | Aszraf Ghani                | II tura             |
| 15 czerwca | Kolumbia          | prezydenckie  | Juan Manuel Santos          | II tura             |
| 18 czerwca | Liban             | prezydenckie  | Nieważne                    | Pośrednie; VII tura |
| 21 czerwca | Mauretania        | prezydenckie  | Muhammad uld Abd al-Aziz    |                     |
| 25 czerwca | Libia             | parlamentarne |                             |                     |

## Lipiec
| Data     | Państwo   | Wybory        | Zwycięzca                   | Uwagi                |
| -------- | --------- | ------------- | --------------------------- | -------------------- |
| 2 lipca  | Liban     | prezydenckie  | Nieważne                    | Pośrednie; VIII tura |
| 9 lipca  | Indonezja | prezydenckie  | Joko Widodo                 |                      |
| 13 lipca | Słowenia  | parlamentarne | Partia Nowoczesnego Centrum |                      |
| 2 lipca  | Liban     | prezydenckie  | Nieważne                    | Pośrednie; IX tura   |

## Sierpień
| Data        | Państwo  | Wybory       | Zwycięzca            | Uwagi             |
| ----------- | -------- | ------------ | -------------------- | ----------------- |
| 10 sierpnia | Turcja   | prezydenckie | Recep Tayyip Erdoğan |                   |
| 12 sierpnia | Liban    | prezydenckie | Nieważne             | Pośrednie; X tura |
| 24 sierpnia | Abchazja | prezydenckie | Raul Chadżymba       |                   |

## Wrzesień
| Data        | Państwo       | Wybory        | Zwycięzca | Uwagi              |
| ----------- | ------------- | ------------- | --------- | ------------------ |
| 2 września  | Liban         | prezydenckie  |           | Pośrednie; XI tura |
| 14 września | Szwecja       | parlamentarne |           |                    |
| 17 września | Fidżi         | parlamentarne |           |                    |
| 18 września | Szkocja       | referendum    | Przeciw   |                    |
| 20 września | Nowa Zelandia | parlamentarne |           |                    |

## Październik
| Data            | Państwo                           | Wybory                     | Zwycięzca    | Uwagi |
| --------------- | --------------------------------- | -------------------------- | ------------ | ----- |
| 4 października  | Łotwa                             | parlamentarne              |              |       |
| 5 października  | Brazylia                          | prezydenckie parlamentarne |              |       |
| 5 października  | Bułgaria                          | parlamentarne              |              |       |
| 12 października | Bośnia i Hercegowina              | parlamentarne prezydenckie |              |       |
| 12 października | Boliwia                           | prezydenckie parlamentarne |              |       |
| 12 października | Wyspy Świętego Tomasza i Książęca | parlamentarne              |              |       |
| 15 października | Mozambik                          | prezydenckie parlamentarne |              |       |
| 26 października | Urugwaj                           | prezydenckie parlamentarne |              |       |
| 26 października | Haiti                             | parlamentarne              |              |       |
| 26 października | Tunezja                           | parlamentarne              |              |       |
| 26 października | Ukraina                           | parlamentarne              | Front Ludowy |       |
| 29 października | Wyspy Salomona                    | parlamentarne              |              |       |
| Październik     | Botswana                          | parlamentarne              |              |       |
| Październik     | Liban                             | parlamentarne              |              |       |

## Listopad
| Data         | Państwo                         | Wybory                     | Zwycięzca                                                                        | Uwagi                                               |
| ------------ | ------------------------------- | -------------------------- | -------------------------------------------------------------------------------- | --------------------------------------------------- |
| 2 listopada  | Federacyjna Republika Noworosji | prezydenckie parlamentarne | Aleksandr Zacharczenko Doniecka Republika Igor Płotnicki Pokój dla Ługańszczyzny | nieuznawane przez wszystkie kraje świata poza Rosją |
| 2 listopada  | Rumunia                         | prezydenckie               |                                                                                  |                                                     |
| 2 listopada  | Komory                          | parlamentarne              |                                                                                  | I tura                                              |
| 4 listopada  | Stany Zjednoczone               | parlamentarne              |                                                                                  |                                                     |
| 16 listopada | Komory                          | parlamentarne              |                                                                                  | II tura                                             |
| 23 listopada | Tunezja                         | prezydenckie               |                                                                                  |                                                     |
| 27 listopada | Tonga                           | parlamentarne              |                                                                                  |                                                     |
| 30 listopada | Mołdawia                        | parlamentarne              |                                                                                  |                                                     |